# 小行星1298
小行星1298（1298 Nocturna）是一颗围绕太阳公转的小行星。1934年1月7日，卡爾·威廉·萊茵姆特在海德堡发现了此天体。
該小行星以「每晚」的拉丁語命名。
这颗小行星的绝对星等为58.94324180803488等。